# هنحنت
| h · n | h · n · t |

| h · n | h · n · t |

هنحنت (انگلیسی: Henhenet)  یک ملکه همسر در مصر باستان بود که در دوران حکمرانی دودمان یازدهم مصر زندگی می‌کرد. وی همسر درجه‌پایین‌تر فرعون منتوحتپ دوم  بود. آرامگاه او (شماره DBXI.11) و یک نیایشگاه کوچک تزئین‌شده، در پشت بنای اصلی معبد دیر البحری شوهرش کشف شد؛ در کنار آرامگاه‌های پنج زن دیگر به نام‌های عاشیت، کاویت، کِمسیت، سادِه و مایت. بیشتر این زنان کاهنه‌های ایزدبانو حاثور بودند، بنابراین احتمال دارد که دفن آن‌ها در این محل بخشی از آیین‌ عبادی مربوط به این الهه بوده باشد. از سوی دیگر، این احتمال نیز وجود دارد که آن‌ها دختران اشرافی بوده‌اند که پادشاه مایل بوده آن‌ها را در نزدیکی خود نگاه دارد.
برخلاف تابوت‌های دیگر ملکه‌ها، تابوت هنحنت فاقد تزئینات بود و تنها یک خط کتیبه در دو سوی آن نقش بسته است. مومیایی او نشان می‌دهد که در حدود ۲۱ سالگی در جریان زایمان درگذشته است. مومیایی او اکنون در موزه مصر در قاهره نگهداری می‌شود، در حالی که تابوتش در شهر نیویورک قرار دارد.
القاب او عبارت بودند از: همسر محبوب پادشاه، زینت پادشاه، زینت یگانه پادشاه و کاهنه حاثور.